# JavaOne

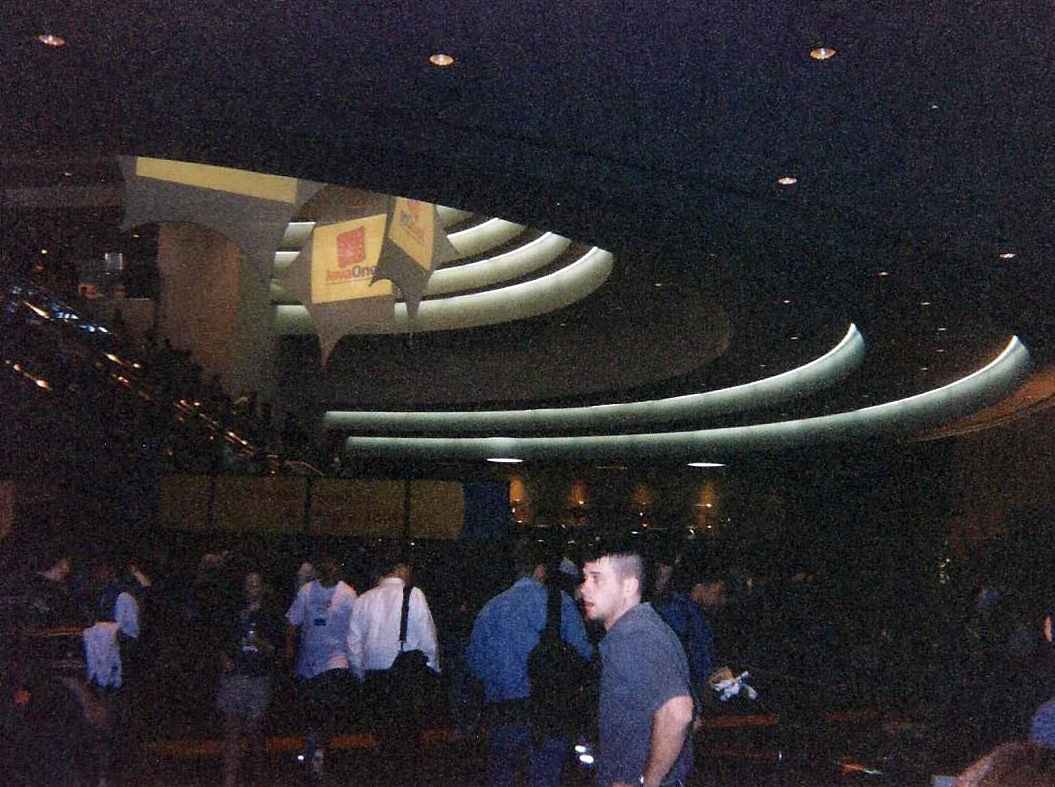
JavaOne, conférence annuelle organisée par sun microsystems.

JavaOne est une conférence annuelle (depuis 1996) organisée par Sun Microsystems pour discuter des technologies Java, principalement entre développeurs Java. La conférence a lieu au centre Moscone à San Francisco, en général entre avril et juin. Elle dure d'habitude du dimanche au vendredi suivant. Des sessions techniques sur des sujets variés ont lieu durant la journée. Dans la soirée, des sessions Birds of a Feather (BOF) ont lieu au centre Moscone et dans les hôtels avoisinants. Les sessions BOF permettent de se concentrer sur un aspect particulier de la technologie Java.
Du fait du rachat de Sun Microsystems par Oracle, la conférence est maintenant gérée par Oracle.
L'accès aux sessions techniques, aux démonstrations et aux sessions BOF nécessite un passe de conférence, qui coûte généralement entre 1795 et 1995 dollars.
- JavaOne 2010 - du 19 au 23 septembre